# زیردریایی ونوس (کیو۱۸۷)
زیردریایی ونوس (کیو۱۸۷) (به انگلیسی: French submarine Vénus (Q187)) یک زیردریایی بود که طول آن ۶۸٫۱ متر (۲۲۳ فوت ۵ اینچ) بود. این زیردریایی در سال ۱۹۳۵ ساخته شد.